# Анам, Тамима
Тамима Анам (бенг. তাহমিমা আনাম, англ. Tahmima Anam, 8 октября 1975, Дакка) — британско-бангладешская писательница.

## Биография
Родилась в известной семье, её дед по отцовской линии был крупным издателем и журналистом Бенгалии, отец — издатель крупнейшей в стране ежедневной газеты The Daily Star. Следуя за отцом, служившим по линии ЮНИСЕФ, жила в Париже, Нью-Йорке, Бангкоке. Закончила Mount Holyoke College в США (1997). Защитила диссертацию по проблематике прошлого в современном Бангладеш в Гарварде (2004). Прошла курс литературного мастерства в Лондонском университете (2005). В 2007 году дебютировала романом о войне за независимость Бангладеш Золотой век, основанном на биографиях её родителей и нескольких сотнях интервью, которые она взяла у соотечественников. С того же 2007 — сотрудник и автор влиятельного журнала New Statesman. Рассказы и эссе Анам печатаются в крупнейших британских газетах и журналах.
Живёт со вторым мужем в лондонском районе Килберн. В 2013 году была в гостях в Москве.

## Романы
- Золотой век/ A Golden Age (2007, премия Британского содружества за дебютный роман, короткий список премии Коста и премии газеты The Guardian за первую книгу, переведен более чем на 20 языков, включая иврит и хинди)
- Истинный мусульманин/ The Good Muslim, продолжение романа «Золотой век» (2011), длинный список литературной премии британской бизнес-группы Man — Man Asian Literary Prize, номинация на Премию индийской компании DSC за литературу стран Южной Азии.